# Soldado y profeta
Soldado y profeta è un singolo del rapper portoricano Anuel AA, pubblicato il 21 febbraio 2016.

## Tracce
1. Soldado y profeta – 6:28